# سويتشيرو هوندا
سويتشيرو هوندا 本田 宗一郎(ـ17 نوفمبر 1906 - 5 أغسطس1991) هو مهندس وصناعي ياباني. ولد في مقاطعة هماماتسو . و هو مؤسس شركة هوندا سنة 1948 و ترك رئاسة الشركة سنة 1973. يعتبر سيكيرو مثالا للناس الذين كانوا يقبعون في الفقر المدقع وتحولوا بفضل طموحهم الكبير جداً إلى أشخاص من أغنياء العالم.

## حياته
ولد سيكيرو هوندا في عائلته الفقيرة جداً في مقاطعة هماماتسو البعيدة في اليابان في 17/11/1906
وكان من فرط فقر عائلته أن خمسة من إخوانه توفوا نتيجة سوء التغذية ولانعدام الموارد المادية والاقتصادية. كان والد هوندا حدادا فقيراً يصلح الدراجات الهوائية على الطريق. وساعده هذا المحيط الذي عاش فيه على التعلق بالدراجات. وقد ساعدته إرشادات والده كثيراً في حياتة العملية
سيكيرو هوندا الطالب الفاشل الذي يتهرب من أداء واجباتة المدرسية كان كثير النقد والنقمة على النظام الدراسي وأسلوب التعليم. إنه يحب التعلم بالممارسة خصوصا من التجربة والخطأ، ويعشق السيارات والآليات ويقول عن ذلك (لقد تسمرت أمام أول سيارة رأيتها، واعتقد بأن هذه اللحظة ولدت لدي فكرة اختراع سيارة من تصميمي على الرغم من أنني كنت ولدا فاشلا في تلك الأيام)).
ترك هوندا المدرسة العام 1922 وكان عمره 15 عاما ثم ترك قريتة وتوجه على طوكيو وعمل في محل لتصليح السيارات لمدة 6 سنوات، حيث تعلم الكثير قبل أن يقترض مالاّ ليفتح أول محل لتصليح السيارات عام 1928.
حصل هوندا في السنة نفسها على براءة اختراع لتصميمه مكابح معدنية للسيارات، بعد أن كانت مصنوعة من الخشب. وكانت هذه الفكرة بدايته إلى عالم الابتكار، حيث سجّل أكثر من 470 ابتكار وأكثر من 150 براءة اختراع باسمه.
بدأ هوندا في عام 1938 بتصميم حلقة الكباس التي اغرم بها من خلال عمله في محل تصليح السيارات، والتي باعها لشركة ((تويوتا)) في اليابان، وكان قد أسس مصنعا صغيرا ليقوم بهذا العمل، لكن قنبلة أصابت مصنعة وشلته عن العمل.
وفي عام 1945 تم تدمير المصنع تماما بعدما ضربه زلزال، وأصيب هوندا بالإحباط والخوف بعدما أصبح معدما تماما ودمِر كل شيء من حوله.
انتهت الصدمة. وقف هوندا مرة أخرى على قدميه بعد دخوله سوق الدراجات النارية بمحض المصادفة.
فقد عانى هوندا من انقطاع البترول ولم يستطع قيادة سيارتة، فساعدته قريحته على ربط دراجتة الهوائية بمولد صغير وجده في مخلفات((الموترات))الفائضة، وكان يعمل على الكيروزين الذي كان متوفرا في ذلك الوقت.
هذه الطريقة السهلة الأنيقة كانت حلا مهما لهوندا.
وقد أعجب هذا الاختراع أصدقاؤه فطلبو منه تصميم 12 دراجة نارية أيقن هوندا أنه يوجد سوق كبير لما اخترعه.
أسس هوندا شركته عام 1948 وأعطاها اسم((شركة هوندا)) وحصل على براءة اختراع لتصميم الدراجات النارية.
طرح هوندا موديله الأول((]))نسبة إلى((دريم أو حلم)).
وطرح موديل((E)) عام1951
وعندما قدم موديل The Super Cub في الولايات المتحدة الأمريكية عام 1958 كان هوندا قد أصبح أكبر مصنع لدراجات النارية في اليابان، متفوقا على 250 منافسا (50 منهم يابانيون).
اجتذب موديل((سوبر كاب))المراهقين والإناث، وكان ذلك نقلة نوعية.
وقد حقق هذا الموديل نجاحا باهرا في الولايات المتحدة الأمريكية، بخاصة بعد شعار الحملة الإعلانية الناجح ((ستقابل ألطف الناس عندما تقود دراجة هوندا)).
وقد نسي الناس الدراجة الهوائية بسبب الدراجة النارية التي طرحها هوندا.
كان سعر الدراجة النارية مناسبا ومكانيكيا، وكانت الدراجة ممتازة، لذلك اندفع الملايين من كل الأعمار لشراء دراجة هوندا النارية بعدما كانت تجتذب الأغنياء فقط.
بدأ ازدهار الشركة عام 1961 ، عندما بدأت تشحن 100,000
دراجة نارية إلى الولايات المتحدة الأمريكية.
وفي عام 1968 كان مجموع الدراجات المشحونة إلى الولايات المتحدة الأمريكية مليون دراجة.
وفي أوساط الثمانينات كانت شركة هوندا قد أخذت 60 في المئة من حصة السوق.
وفي عام 1990 كانت تشحن 3000,000 دراجة في السنة وهكذا حقق هوندا حلمه في عالم الدراجات النارية وقد جعل هذه الدراجة في متناول الجميع وبذلك أصبح جاهزا لاجتياح عالم السيارات.
دخل هوندا، الطموح دائما، عالم السيارات عام 1962 عندما بدأ بتصميم سيارات للسباق، على الرغم من معارضة وزارة الصناعة اليابانية، بسبب كثرة مصانع السيارات في اليابان.
لكن هوندا لم يأبه، كما أهمل كل ما تنبأ له بالفشل في البداية. ودخل فعليا سوق السيارات عام 1970، وكان قبله لم ينجح أحد منذ عام 1925 بدخول كرايزلر السوق، حيث فشل بعدها أكثر من 10 شركات في النجاح.
وبتصميم هوندا وعزمه استطاع أن يتخطى الجميع وينجح ويحلق عالميا.
دخل هوندا السوق من نقطة ضعف وهي إنتاج محركات تحافظ على البيئة حسب مواصفات الحكومة الأمريكية ولم يكن أحد من العمالقة في صناعة السيارات مثل:
جنرال موتورز، فورد، تويوتا، نيسان، مرسيدس، بي إم دبليو، بورش، قد نجح باختراع محرك يفي بهذا الغرض. وقد أحرج هوندا الجميع عندما قام باختراع أول محرك يقاوم التلوث البيئي(cvcc) وطرح أولى سياراته بالمحرك الجديد عام 1975 الـCivic وتعني المدنية((أي السيارة المدنية))، التي لاقت نجاحا باهرا فور طرحها في السوق.
استمر هوندا باستراتيجيته (السهل الممتنع) التي استعملها في صناعة الدراجات.
كان هوندا ثورياً ولم يكن محبوباً مجتمع مصنعي السيارات في اليابان، بخاصة عندما حصلت أزمة البترول عام 1974، وقرر مصنعو السيارات في اليابان رفع أسعار السيارات وتخفيض الإنتاج، أما هو فكان الوحيد الذي رفض هذه الفكرة وحاربها، كما فعل (هنري فورد شركة فورد
قبلة بخمسين سنة. وكرد على القرار ضاعف هوندا الإنتاج وخفض الأسعار، وأثبت هذا القرار صوابيته، وبالفعل انخفضت أسعار ((نيسان)) و ((تويوتا)) 40 في المئة، وارتفعت في المقابل مبيعات هوندا 76 في المئة واستمرت في التصاعد. وفي عام 1983 كانت هوندا قد أصبحت أسرع الشركات تطوراً في العالم. كان هوندا في صباه شخصا لعوباً ويعرف بـ((بلايبوي هماماتسو)) قبل أن يتزوج ويرزق بولدين وإبنتين.
عرف بين موظفيه بالسيد((العاصفة)) إذ كان ينفجر غضباً عندما يقوم أي موظف بعمل غبي أو أحمق.
كان شخصاً عديم الصبر وثورياً، ولكنه كان يمتلك عزيمة لا تقهر ولا يستسلم أبداً لأي مشكلة، ويقبل الخطأ كجزء من تطوره.
ومن أشهر ما قاله((عندما أنظر إلى الوراء، أشعر أنني لم أحصد سوى سلسلة من الأعمال الفاشلة، والكثير من الندم. غير أنني في المقابل فخور بما حققته، وعلى الرغم من أنني قمت بالكثير من الأخطاء، واحداً تلو الآخر، لكن ليس هناك خطأ أو فشل تكرر مرتين. لذلك، أؤكد لكم أن النجاح يمثل 1% من عملنا الذي ينتج عن 99% من فشلنا)).
ويعد هوندا مخاطراً من الدرجة الأولى، إذ كان يقود سيارات السباق بصورة جنونية، وأوشك على أن يلقى حتفه في أحد السباقات التي ربحها، وقبع في المستشفى لمدة 3 شهور، وقد نصحه الأطباء بعدم الاشتراك في السباق ومع ذلك تعلم قيادة طائرة((الهليكوبتر)) عندما كان في الستين من عمره.
حصلت سيارته ((هوندا أكورد))على شرف احتلال المركز الأول للسيارات الأكثر مبيعاً في العالم الأعوام 1989,1990,1991,1992 حسب إحصاءات مجلة Car & Track.
وفي عام 1993 احتلت((هوندا أكورد))أفضل مركز الولايات المتحدة الأمريكية، يعتبر سويتشيرو هوندا من أعظم قصص النجاح التي بدأت من الفقر المفرط.
توفي هوندا في 5/8/1991 في طوكيو تاركاً وراءه الكثير من الإنجازات والنجاحات والدروس والعبر.
لم يكن أحد يعتقد أن الطفل الفقير المعدم والآتي من قرى اليابان البعيدة، والمسلح بالطموح والأحلام والعزيمة والإصرار، يمكنه أن يغزو العالم بأفكاره وابتكاراته ومنتجاته، والتي غيُرت العالم إلى الأفضل، وجعلت اسم هوندا المغمور وغير المعروف اسماً يعرفه كل الناس في كل أرجاء الكرة الأرضية

## روابط خارجية
- سويتشيرو هوندا على موقع الموسوعة البريطانية (الإنجليزية)
- سويتشيرو هوندا على موقع مونزينجر (الألمانية)
- سويتشيرو هوندا على موقع إن إن دي بي (الإنجليزية)